# 島津久武 (壱岐)
島津 久武（しまづ ひさたけ、? - 嘉永3年4月28日（1850年6月8日））は、江戸時代後期の薩摩藩家老。通称は初め郷十郎、後に頼母、壱岐。島津久謫（頼母、後に相馬）の次男。家格である一所持格の島津準四男家当主の家督を相続し、大目付、江戸藩邸詰めの家老を歴任した。準四男家としては初の家老就任者であった。妻は伊勢平四郎の娘。養嗣子に兄島津久謐（源七）の子の島津久隆（数馬）。薩摩国吉田郷地頭、郡山郷地頭、国分郷地頭、加世田郷地頭を兼職した。また、国分郷地頭、加世田地頭就任中に大口郷を預かる。弘化3年の石高は158石余。お由羅騒動での処分者の一人である。

## 生涯
島津久房同母兄の久記を家祖とする島津準四男家は、久記の家督を肝付兼柄の子の久通（母が光久の娘）が相続し、その跡を入来院明雅（実父が光久）の子の久馨が相続、久武は久馨の孫にあたる。次男ゆえに本来は島津姓、および諱に「久」「忠」（島津氏の通字）の使用を許されず、平屋姓を名乗り、諱では「記」を使用することになっていた。しかし若年寄兼谷山郷地頭の父久謫が病気で隠居すると、兄の久謐に代わり家督を相続した。藩主名代の島津忠教（久光）によって家老に任命される。
家老を勤めていた当時、薩摩藩第10代藩主島津斉興の側室お由羅の方が斉興の五男で実子の忠教を擁立しようとしていたために、藩内で世子斉彬派と忠教派で分かれており、久武は斉彬派の筆頭格であった。そのため、嘉永2年（1849年）に斉彬派の近藤隆左衛門らによるクーデター計画が露見すると、翌嘉永3年（1850年）、それに連座して家老を罷免、隠居させられた。さらに剃髪の上、島津姓と通字の「久」を没収されて平屋に改姓され、準四男家庶流扱いに降格された後に切腹させられた。

## 年譜
月日は旧暦。
- 文化14年5月13日　父の島津相馬が病気を理由に若年寄および谷山郷地頭を辞任。
- 文化15年1月11日　薩摩国吉田郷地頭に就任。
- 天保4年1月11日　吉田郷地頭から郡山郷地頭に転じる。
- 天保7年　郡山郷地頭から国分郷地頭に転じる。
- 弘化3年8月25日　国分郷地頭から加世田郷地頭に転じる。

## 系譜
- 父：島津久謫
- 母：不詳
- 妻：伊勢平四郎の娘
- 養子：島津久隆 - 兄島津久謐の子